# ناتالیا گونچاروا (ورزشکار)
ناتالیا گونچاروا (روسی: Наталья Михайловна Гончарова؛ زادهٔ ۲۹ ژانویهٔ ۱۹۸۸) ورزشکار شیرجه اهل روسیه است.
وی در مسابقات کشوری و بین‌المللی در مجموع برندهٔ ۱ مدال طلا، ۱ مدال نقره شده‌است.